# Imposibila oază
Imposibila oază: proze fantastice este o colecție de povestiri științifico-fantastice ale scriitorului român Vladimir Colin. A apărut în 1984 la Editura Cartea Românească. Volumul conține 35 de ficțiuni scurte, toate scrise de Colin.

## Cuprins
1. „Martorii”, ficțiune scurtă de Vladimir Colin
2. „Bătrâna”, ficțiune scurtă de Vladimir Colin
3. „Gestul care”, ficțiune scurtă de Vladimir Colin
4. „Noul înger”, ficțiune scurtă de Vladimir Colin
5. „Presimțirea albului”, ficțiune scurtă de Vladimir Colin
6. „O perdea de glicină”, ficțiune scurtă de Vladimir Colin. Povestire apărută anterior în Masca: proză fantastică românească, Editura Minerva, 1982, vol. 2
7. „Allo, spunea Ilarion, Ema ”, ficțiune scurtă de Vladimir Colin
8. „Duminica roșie”, ficțiune scurtă de Vladimir Colin
9. „Despre vulpi și zăbrele”, ficțiune scurtă de Vladimir Colin
10. „Morții”, ficțiune scurtă de Vladimir Colin
11. „Rocada”, ficțiune scurtă de Vladimir Colin
12. „Poveste de iarnă”, ficțiune scurtă de Vladimir Colin
13. „Ochii triști, mâini răcoroase”, ficțiune scurtă de Vladimir Colin
14. „Bezna amintirilor”, ficțiune scurtă de Vladimir Colin
15. „Nevinovăția privirii”, ficțiune scurtă de Vladimir Colin
16. „Un cornet de înghețată”, ficțiune scurtă de Vladimir Colin
17. „Zăpezile de altădată”, ficțiune scurtă de Vladimir Colin
18. „Revelatorul”, ficțiune scurtă de Vladimir Colin
19. „Cele două lumi”, ficțiune scurtă de Vladimir Colin
20. „Vrabia”, ficțiune scurtă de Vladimir Colin
21. „Marele zbor”, ficțiune scurtă de Vladimir Colin
22. „Fereastra”, ficțiune scurtă de Vladimir Colin
23. „Obolul”, ficțiune scurtă de Vladimir Colin
24. „Al treilea”, ficțiune scurtă de Vladimir Colin
25. „Ultima fază”, ficțiune scurtă de Vladimir Colin
26. „Capcana”, ficțiune scurtă de Vladimir Colin
27. „Evadare”, ficțiune scurtă de Vladimir Colin
28. „Dovada”, ficțiune scurtă de Vladimir Colin
29. „Un pat de nisip”, ficțiune scurtă de Vladimir Colin
30. „Eternitatea în camera albă”, ficțiune scurtă de Vladimir Colin
31. „Un sfârșit al lumii”, ficțiune scurtă de Vladimir Colin
32. „Refugiul nopților”, ficțiune scurtă de Vladimir Colin
33. „Devreme”, ficțiune scurtă de Vladimir Colin
34. „Imposibila oază”, ficțiune scurtă de Vladimir Colin
35. „Niciodată, nimeni”, ficțiune scurtă de Vladimir Colin

## Legături externe
- Imposibila oază la isfdb.org

## Vezi și
- Lista antologiilor de povestiri științifico-fantastice românești
- Lista cărților științifico-fantastice publicate în România
- 1984 în literatură